# Hans Piekenbrock
Hans Piekenbrock (* 3. Oktober 1893 in Essen; † 16. Dezember 1959 in Porz-Wahn) war ein deutscher Generalleutnant im Zweiten Weltkrieg.

## Leben

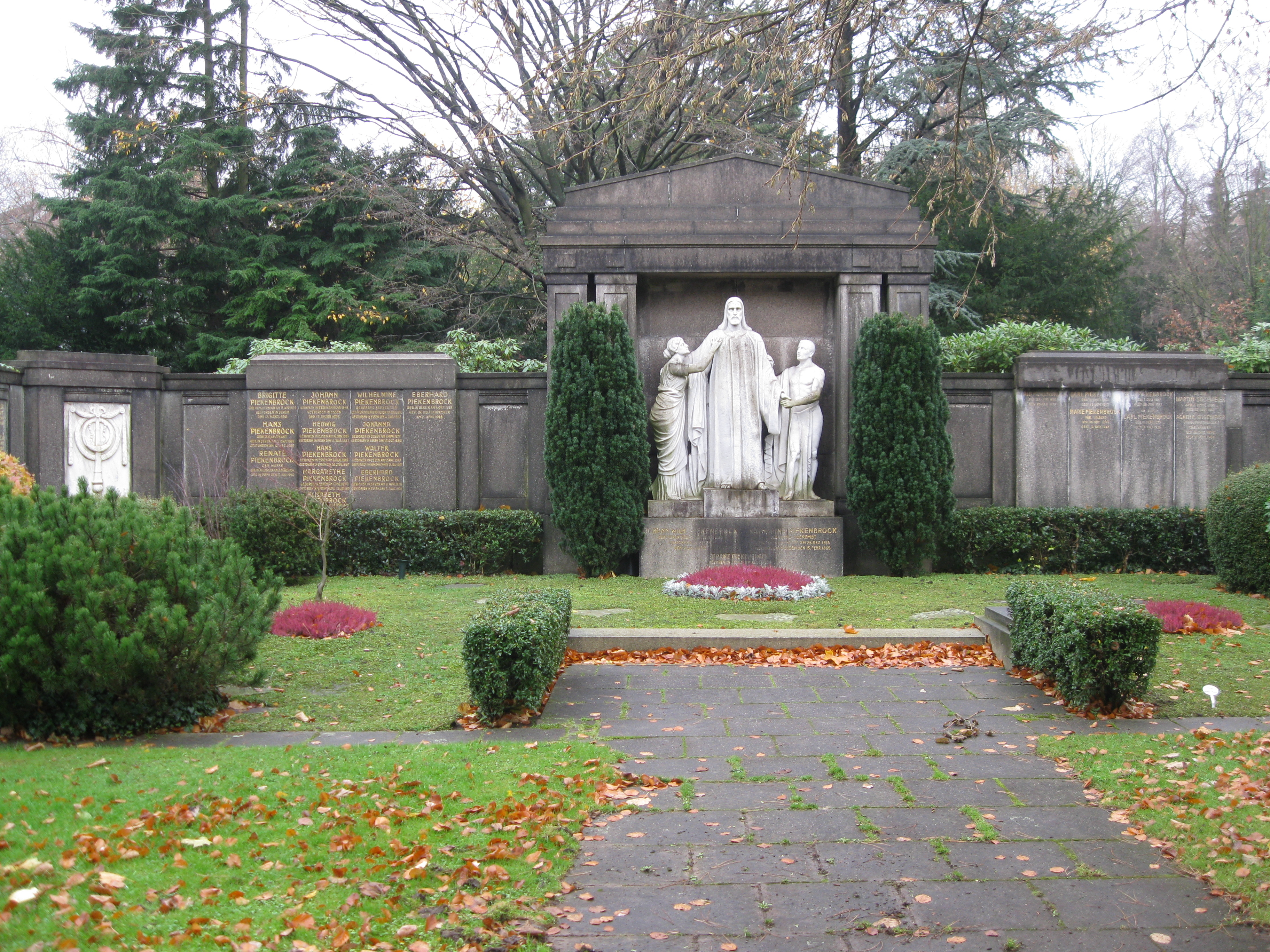
Piekenbrock Familiengrab in Essen (Ostfriedhof)

Piekenbrock wurde als Sohn eines Bauunternehmers in Essen geboren. Nach dem Besuch der Volksschule und des Gymnasiums in Essen nahm er ein Jurastudium an der Universität in Freiburg im Breisgau auf. Dort war er ab 1914 Mitglied im Corps Rhenania Freiburg. Bei Ausbruch des Ersten Weltkriegs erfolgte sein Eintritt als Freiwilliger in das 2. Westfälische Husaren-Regiment Nr. 11 der Preußischen Armee und er avancierte bis Mitte Oktober 1915 zum Leutnant. Bei Kriegsende war er Regimentsadjutant und hatte für sein Verhalten neben beiden Klassen des Eisernen Kreuzes das Verwundetenabzeichen in Schwarz, das Hanseatenkreuz Hamburg sowie das Österreichische Militärverdienstkreuz III. Klasse mit Kriegsdekoration erhalten.

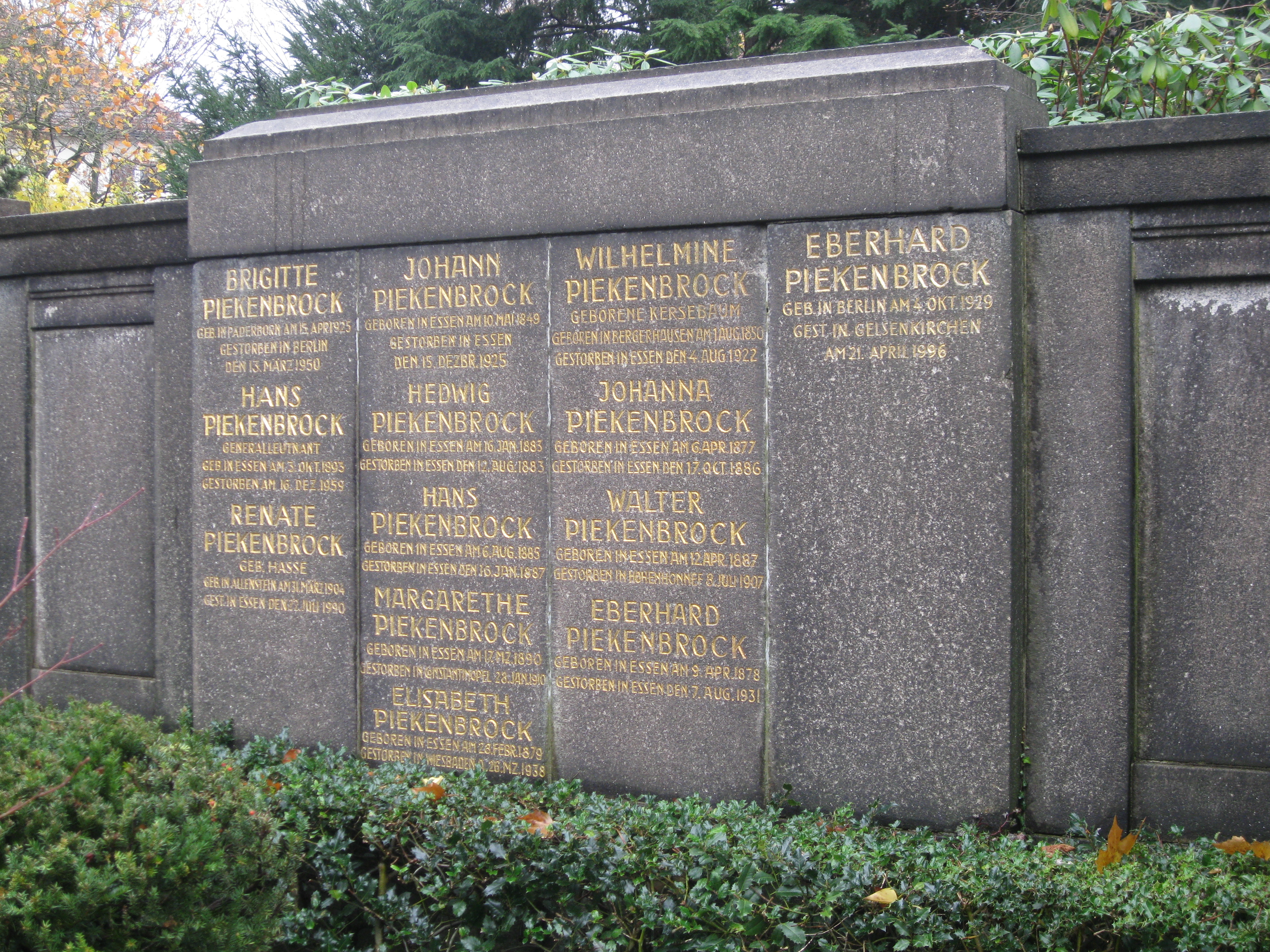
Grabinschrift Hans Piekenbrock

Nach Kriegsende erfolgte seine Übernahme in die Reichswehr und Anstellung als Eskadronoffizier im 15. (Preußisches) Reiter-Regiment. Seine Beförderung zum Oberleutnant erfolgte am 1. Dezember 1923 und als solcher kam er in den Regimentsstab in Paderborn. In den Stab der 6. Division wurde er 1926 versetzt. Hier absolvierte er eine einjährige Führergehilfenausbildung, die eigentlich eine versteckte Generalstabsausbildung war. Auf Grund des Versailler Vertrag war es der Reichswehr in der Weimarer Republik untersagt über einen Generalstab zu verfügen sowie eine entsprechende Qualifikation für das militärische Führungspersonal zu realisieren. Nach Abschluss dieses Lehrgangs wurde er am 1. Oktober 1927 in das Reichswehrministerium nach Berlin versetzt. Hier erfolgte sein Verwendung in der Heeres-Statistischen Abteilung T3 des Truppenamtes TA, dem militärischen Nachrichtendienst der Reichswehr. Leiter der Abwehrgruppe war seit 1927 Günther Schwantes (1881–1942). Die Aufgabenstellung bestand im Bereich der Abwehr in der nachrichtendienstlichen Beschaffung von Informationen über die militärischen Einrichtungen, deren Struktur, Bewaffnung und Dislozierung der Armeen potentieller Kriegsgegner. Im April des darauffolgenden Jahres wurde die Abwehrgruppe vereinigt mit dem Nachrichtendienst des Admiralstabes zur Abwehrabteilung. Da für das Generalstabspersonal ein gewisses Rotationsprinzip in einem Zeitlimit von zwei bis drei Jahren obligatorisch war, wurde Piekenbrock am 1. Oktober 1929 in den Stab der 3. Kavallerie-Division nach Weimar versetzt.
Erneut als Eskadronchef wurde er 1932 in das 15. Reiter-Regiment versetzt. Bei der Umstrukturierung der Reichswehr zur Wehrmacht 1934 wurde Piekenbrock am 1. Oktober als Erster Generalstabsoffizier (Ia) in den Stab des Infanterieführers III (Wehrkreiskommando III) versetzt. Sein Vorgesetzter war Hermann Hoth (1885–1971), der hier den Auftrag hatte, nach der nunmehr wieder offenen Verwendung der militärischen Bezeichnungen 1934, die 18. Infanterie-Division zu bilden. Danach wurde Piekenbrock als Erster Generalstabsoffizier der 18. Infanterie-Division verwendet. In dieser Position wurde er am 6. Oktober 1936 durch Major i. G. Rudolf Schmundt (1896–1944) abgelöst, um als Chef der Abteilung I der Abwehrabteilung im Reichswehrministerium tätig zu werden. Diese Struktur des militärischen Nachrichtendienstes war am 1. Januar 1935 durch Kapitän zur See Wilhelm Canaris als Leiter des Abwehrabteilung übernommen und durch ihn neu strukturiert worden. Ab diesem Zeitpunkt gliederte sich die Abwehr in fünf Abteilungen, zu denen die Zentrale, der Auslandsnachrichtendienst, die Spionageabwehr, die Sabotage und die Nachrichtenbeschaffung, also die besagte Abteilung I gehörten. Die von Piekenbrock geführte Abteilung war für die nachrichtendienstliche Beschaffung von Informationen im neutralen und gegnerischen Ausland zuständig. Am 1. August 1937 erfolgte seine Beförderung zum Oberstleutnant i. G. Unmittelbar nach der Blomberg-Fritsch-Krise Anfang 1938 wurde die Eingliederung der Abwehrabteilung als Amtsgruppe Ausland/Abwehr unter das Oberkommando der Wehrmacht (OKW) vorgenommen. Zu diesem Zeitpunkt war die Abteilung I untergliedert in Heer, Luft, Marine und Technisches Ressort. Kurz vor dem deutschen Überfall auf Polen 1939 hatte er dieses Amt ebenfalls inne und wurde unter anderem im August 1939 mit zur Abdeckung des fingierten Überfalls auf den Sender Gleiwitz herangezogen. Seine nächste Beförderung erfolgte am 1. Dezember zum Oberst i. G. Den Abteilungsposten bei der militärischen Abwehr verließ er dann Anfang 1943. Sein Nachfolger wurde Oberst Georg Hansen (1904–1944).
Im Juni 1943 erfolgte die Versetzung von Piekenbrock als Kommandeur der 208. Infanterie-Division, die an der Ostfront eingesetzt war. Kurz darauf im August wurde er zum Generalmajor befördert. Am 1. März 1944 erfolgte die Beförderung zum Generalleutnant. Für die Führung seiner Division in der Kesselschlacht von Kamenez-Podolski erhielt er am 4. Mai 1944 das Ritterkreuz des Eisernen Kreuzes. Zeitweise war er auch mit der Führung des LIX. Armeekorps beauftragt.
Kurz nach der Kapitulation geriet Piekenbrock am 12. Mai 1945 in der Tschechoslowakei in sowjetische Kriegsgefangenschaft, in der er bis zum Herbst 1955 blieb.
Am 10. Juli 1924 hatte er Renate Hasse geheiratet. Piekenbrock verstarb am 16. Dezember 1959 in Köln-Porz. Seine letzte Ruhestätte fand er auf dem Ostfriedhof Essen.